# Моторний Дмитро Костянтинович
Мото́рний Дмитро́ Костянти́нович (2 листопада 1927, Розянчина (Родзянкіне), нині село Трудолюбівка Кіровоградської області — 31 липня 2018, село Чорнобаївка, Херсонська область) — український аграрій і політик, двічі Герой Соціалістичної Праці (22.03.1966, 20.01.1986), Герой України (2.11.2002). Депутат Верховної Ради УРСР 10—11-го скликань. Народний депутат СРСР у 1989—1991 роках. Член Центральної Ревізійної Комісії КПРС у 1981—1986 р. Член ЦК КПРС у 1986—1990 р. Член Народної партії України (з 2001), почесний член Української академії аграрних наук (Відділ регіональних центрів наукового забезпечення агропромислового виробництва, березень 2001); Приватно-орендний кооператив «Зоря», голова ради; член Політради Народної партії.

## Життєпис
Народився 2 листопада 1927 року в селі Розянчина (Родзянкіне), нині — село Трудолюбівка Бобринецького району (з 17 липня 2020 року — Кропивницький район) Кіровоградської області, українець. Батько — Костянтин Радіонович (1903—1951), мати — Євдокія Григорівна (1908—1970), дружина — Ганна Іванівна (1937—1995), дочка Тамара (1956) — лікар, м. Дніпро, дочка Ольга (1965) — лікар, с. Чорнобаївка.
У 1944—1948 роках — тракторист, шофер радгоспу імені Карла Маркса села Балтазарівка Чаплинського району Херсонської області.
У 1948—1952 роках — учень Херсонського суднобудівного технікуму.
Член ВКП(б) з 1951 року.
У 1952—1953 роках — помічник майстра, майстер, старший майстер Херсонського суднобудівного заводу.
У 1953—1957 роках — завідувач майстерні Ушкальської машинно-тракторної станції (МТС) Херсонської області.
У 1957—1959 роках — студент спеціального факультету Мелітопольського інституту механізації і електрифікації сільського господарства, інженер-механік.
У 1959—1963 роках — головний інженер, секретар партійного комітету, а з лютого 1963 — голова колгоспу імені Кірова (з 1997 року — приватно-орендного кооперативу «Зоря») села Чорнобаївки Білозерського району Херсонської області.
У червні 1987 — жовтні 1992 року — голова ради колгоспів Української РСР.
У березні 1989—1991 роках — народний депутат СРСР від Союзної ради колгоспів.
У 1999 році — довірена особа кандидата у Президенти України Леоніда Кучми у загальнодержавному виборчому окрузі.
У березні 2006 року — кандидат в народні депутати України від Народного блоку Литвина, № 91 в списку. На час виборів: голова ради приватно-орендного кооперативу «Зоря», член Народної партії.
Квітень 2002 — кандидат в народні депутати України, виборчий округ № 184, Херсонська область, висунутий Виборчим блоком політичних партій «За єдину Україну!». За 6,75 %, 7 з 24 претендентів. На час виборів: голова приватно-орендного кооперативу «Зоря», член Аграрної партії України.
Автор книги «Земля і люди» (1980).
Захоплення: музика, пісні, гуморески.

## Нагороди
- Двічі Герой Соціалістичної Праці (22.03.1966, 20.01.1986)
- три ордени Леніна (22.03.1966, 14.02.1975, 20.01.1986)
- Орден Жовтневої Революції (8.04.1971)
- медалі: «За доблесну працю у Великій Вітчизняній війні 1941—1945 рр.» (1945), «Двадцять років Перемоги у Великій Вітчизняній війні 1941—1945 рр.» (1965), «50 років Збройних сил СРСР» (1970), «За доблесну працю: В ознаменування 100-річчя з дня народження В. І. Леніна» (1970), «Тридцять років Перемоги в Великій Вітчизняній війні 1941—1945 рр.» (1975), «Ветеран праці» (1983), «Сорок років Перемоги в Великій Вітчизняній війні 1941—1945 рр.» (1985), «П'ятдесят років Перемоги в Великій Вітчизняній війні 1941—1945 рр.» (1995), «Маршал Советского Союза Жуков» (1997), «Шістдесят років Перемоги в Великій Вітчизняній війні 1941—1945 рр.» (2005).
- Почесна Грамота Президії Верховної Ради УРСР (30.10.1987).
- Орден князя Ярослава Мудрого V ст. (27 жовтня 1997) — за значний особистий внесок у розвиток агропромислового комплексу, багаторічну сумлінну працю[2]
- Звання Герой України з врученням ордена Держави (2 листопада 2002) — за визначні особисті заслуги перед Українською державою у розвитку агропромислового комплексу, впровадження сучасних форм господарювання[3]
- Орден князя Ярослава Мудрого IV ст. (15 листопада 2012) — за значний особистий внесок у розвиток агропромислового виробництва, вагомі трудові досягнення, багаторічну самовіддану працю та з нагоди Дня працівників сільського господарства[4]
- Срібні медалі ВДНГ СРСР (1967, 1972), золоті медалі ВДНГ СРСР (1975, 1982, 1983, 1989).
- Дипломи пошани ВДНГ СРСР (1984), з врученням автомобіля «Москвич» (1986).
- Почесна медаль Радянського фонду миру (1985).
- Відмінник освіти СРСР (1987).
- Лауреат рейтингу «Золота Фортуна» (2000).
- Диплом «Найкраща людина року Херсонщини» в номінації «Працівник сільського господарства року» (2001).
- Трудова відзнака Міністерства аграрної політики України «Знак Пошани» (2002).
- Почесна відзнака «За багаторічну плідну працю в галузі культури» (2003).
- Почесна відзнака Держводгоспу України (2004).
- Заслужений працівник сільського господарства України (1977).
- Лауреат республіканської премії імені В. К. Семінського (1988), премії ім. В. І. Вернадського (2000).

## 55 років керівником господарства
- Д. К. Моторний раптово помер на 91 році життя — 30 липня 2018 року в селі Чорнобаївка Білозерського району Херсонської області, де керівником господарства працював беззмінно з 1963 року, а саме безперервно 55 років.